# Торе Канавезе
Торе Канавезе (итал. Torre Canavese) је насеље у Италији у округу Торино, региону Пијемонт.
Према процени из 2011. у насељу је живело 510 становника. Насеље се налази на надморској висини од 389 м.

## Становништво
Према резултатима пописа становништва 2011. у општини је живело 589 становника.
| 1931. | 1936. | 1951. | 1961. | 1971. | 1981. | 1991. | 2001. | 2011. |
| ----- | ----- | ----- | ----- | ----- | ----- | ----- | ----- | ----- |
| 642   | 601   | 570   | 546   | 577   | 591   | 604   | 628   | 589   |